# Řečice (district de Pelhřimov)
Pour les articles homonymes, voir Řečice.
Řečice (en allemand : Retschitz) est une commune du district de Pelhřimov, dans la région de Vysočina, en République tchèque. Sa population s'élevait à 162 habitants en 2024.

## Géographie
Řečice se trouve à 7 km au nord de Humpolec, à 22 km au nord-nord-est de Pelhřimov, à 28 km au nord-ouest de Jihlava à 87 km au sud-est de Prague.
La commune est limitée par Dolní Město au nord, par Lipnice nad Sázavou à l'est, par Kejžlice au sud-est, par Budíkov au sud et par Proseč à l'ouest.

## Histoire
La première mention écrite de la localité date de 1391.

## Administration
La commune se compose de quatre sections :
- Bystrá
- Křepiny
- Řečice
- Záběhlice

## Transports
Par la route, Řečice se trouve à 10 km de Humpolec, à 27,5 km de Pelhřimov, à 43 km de Jihlava à 106 km de Prague.